# 沙朗托訥河
49°7′26″N 0°43′37″E / 49.12389°N 0.72694°E

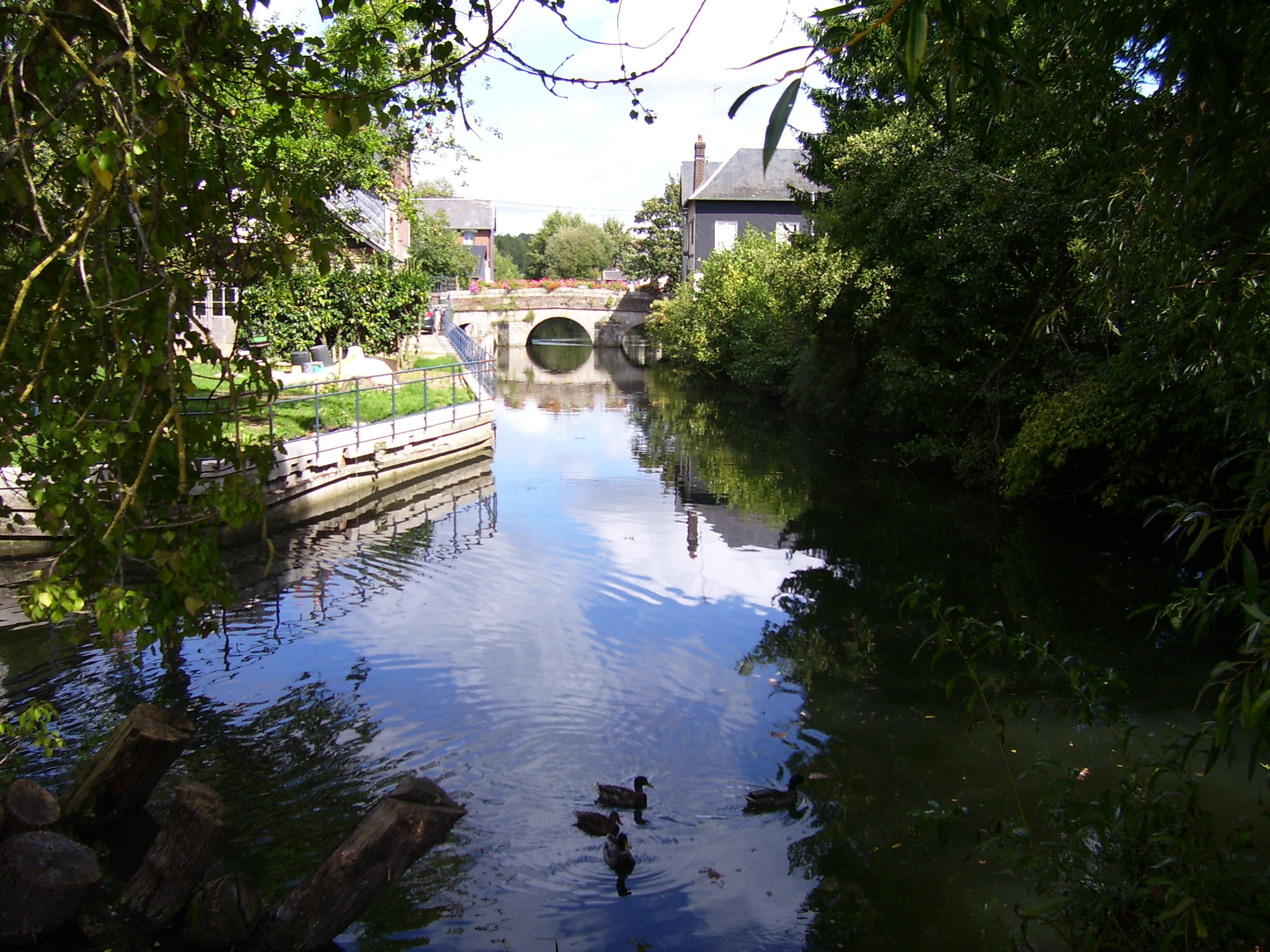

沙朗托訥河（法语：Charentonne）是法國的河流，位於諾曼第地區，屬於里勒河的左支流，河道全長63公里，流域面積513平方公里，流源自纳桑德尔，最終注入圣埃夫鲁树林圣母村，平均流量每秒4立方米。

## 外部連結
- http://www.geoportail.fr （页面存档备份，存于）
- The Charentonne at the Sandre database